# 33º Reggimento di supporto tattico e logistico "Ambrosiano"
Il 33º Reggimento di supporto tattico e logistico "Ambrosiano", precedentemente conosciuto come Reggimento di supporto tattico e logistico al (HQ) NRDC-ITA (RESTAL), è un reparto dell'Esercito Italiano con sede a Solbiate Olona in Provincia di Varese.
Il Reggimento assolve le funzioni di supporto tattico logistico e di sicurezza del Comando del Nato Rapid Deployable Corps.
Il Reggimento di supporto tattico e logistico è stato costituito il 16 giugno 2002 dalla trasformazione del Reparto comando del Corpo d'armata di reazione rapida, ricevendo in custodia la bandiera di guerra del 33º Reggimento logistico di manovra "Ambrosiano" dal quale ha ereditato lo stemma araldico.

## Storia

### Origini
Le origini del reparto risalgono aI 1º gennaio 1982, quando a Milano venne costituito il 3º Battaglione logistico di manovra dalla trasformazione del 3º Reparto rifornimento, riparazione, recuperi, unità di supporto del III Corpo d'armata, del quale ha ereditato personale e mezzi, completando il proprio organico dal 1º luglio dello stesso anno con la formazione di una compagnia trasporti medi e una compagnia trasporti misti, ereditando personale e mezzi del disciolto 3º Autogruppo di Corpo d'armata "Fulvia".
Nel 1983 il battaglione venne impegnato per le esigenze logistiche del contingente militare italiano in Libano.

### 33º Reggimento logistico di manovra "Ambrosiano"
Il 1º novembre 1986 la denominazione venne cambiata in 33º Battaglione logistico "Ambrosiano" cui viene assegnata la bandiera di guerra, con decreto 3 luglio 1987. Il reparto venne posto alle dipendenze del Comando unità supporti del 3º Corpo d'armata, ampliando l'organico con l'acquisizione della Sezione elettronica missili (SEM), di due plotoni trasporti corazzati e una nuova compagnia trasporti misti.
Personale e mezzi del reparto vennero impiegati dal 3 settembre 1991 e per tutta la durata della missione nell'operazione "Pellicano" in Albania. Nel 1992 il reparto venne impiegato nell'esercitazione "Forza Paris" in Sardegna, in rinforzo al Reparto Sanità "Centauro" e nello stesso anno in Sicilia nell'ambito dell'operazione "Vespri Siciliani", in rinforzo al 2º Reggimento bersaglieri. Nel 1992-93 il reparto prese parte all'operazione "Ibis" in Somalia, in rinforzo al Reparto Sanità "Centauro" e al battaglione logistico paracadutisti "Folgore".
Nell'ambito del riordinamento dell'Esercito Italiano il 30 aprile 1993 il battaglione è stato inquadrato a Milano quale 33º Reggimento logistico di manovra "Ambrosiano", per assicurare il supporto tecnico-logistico in ambito 3º Corpo d'armata e per le esigenze della grande unità da cui dipendeva il reggimento, e venne inserito il 31º Reparto di Sanità che era in posizione quadro.
Nel 1994 il reggimento ha preso parte dall'11 novembre al 31 dicembre in Piemonte alle operazioni di soccorso alla popolazione nelle zone colpite dall'alluvione, per cui la bandiera di guerra ha ricevuto la medaglia di bronzo al merito della Croce Rossa Italiana.
Da settembre 1996 allo stesso mese del 1997 è stato inquadrato nel Comando Unita di Supporto "LEGNANO", ultimo anno di esistenza di questa grande unita (ex brigata meccanizzata)
Dal 1º ottobre 1997 il reggimento è passato alle dipendenze del Comando delle Forze di Proiezione, costituitosi dalla riconfigurazione del III Corpo d'armata in seguito a un processo di riorganizzazione dell'Esercito Italiano, nell'ambito dei provvedimenti connessi con l'attuazione del Nuovo modello di difesa.

### Reggimento di supporto tattico e logistico (RESTAL)
Il 1º dicembre 2000 la Forza operativa di proiezione viene riconfigurata in comando di pianificazione cedendo le sue pedine operative al 1° e al 2º COMFOD.
Nel 2001, a seguito della richiesta della NATO di dotarsi di Comandi a elevata prontezza operativa, il Comando Forze di Proiezione viene riordinato in Corpo d'Armata di Reazione Rapida e il 31 luglio 2001 il reggimento è riconfigurato in Reparto Comando di Corpo d'Armata di Reazione Rapida nel quale confluisce anche il personale del soppresso Reparto Comando FOP di Milano; il 3 agosto successivo la bandiera del reggimento viene consegnata al Sacrario delle bandiere del Vittoriano.
Dal 1º novembre 2001 il reparto passa alle dipendenze della Brigata Trasmissioni e dal 16 giugno 2002 cambia denominazione in Reggimento supporto tattico logistico di Corpo d'Armata.
Il Reggimento ha preso parte con aliquote di personale all'operazione ISAF VIII a Kabul Afghanistan dal 21 giugno al 21 novembre 2005 e, con aliquote di personale, all'Operazione Indus in Pakistan dal 2 dicembre 2005 al 2 febbraio 2006 nella regione del Kashmir.
Il 27 ottobre 2006 al Reggimento ha ricevuto in custodia la bandiera di guerra del 33º Reggimento logistico di manovra "Ambrosiano", che il precedente 19 aprile era stata prelevata dal Vittoriano. Madrina del conferimento, avvenuto a Solbiate Olona il 27 ottobre 2006 è stata la signora Berta Crainz, moglie del generale Alberto Ficuciello, che era stato comandante del COMFOTER, e madre del capitano Massimo Ficuciello caduto a Nassirya, in Iraq, nell'attentato del 12 novembre 2003.
Nel corso degli anni, il Reggimento ha partecipato a diverse operazioni di pace ed in supporto alla popolazione in Patria ed all'estero, tra cui:
- Operazione Strade sicure - Emergenza umanitaria presso l'isola di Lampedusa;
- Operazione Strade sicure - Milano
- Operazione Strade sicure - Expo 2015
- Operazione Leonte - Libano
- Operazione Ippocrate - Libia

Il RESTAL è stato in prima linea nella lotta alla pandemia da COVID-19, sin dalle sue prime fasi, partecipando a diverse attività in collaborazione con la Protezione Civile, tra cui l'Operazione Fidelium per il trasporto dei feretri nella provincia di Bergamo e l'Operazione Eos per il trasporto del materiale sanitario e dei vaccini su tutto il territorio nazionale. Ha inoltre messo in piedi e gestito in maniera diretta alcuni hub vaccinali nell'ambito della Regione Lombardia, tra cui quello di Parco Trenno a Milano ed altri hub nella provincia di Varese. Grazie all'impegno ed alla dedizione posti nel supporto alle Autorità Pubbliche, il 6 ottobre 2021 è stata conferita alla Bandiera di Guerra la Croce d'Argento al Merito dell'Esercito.

### 33º Reggimento di supporto tattico e logistico "Ambrosiano"
Al fine di tenere vive e tramandare le tradizioni storico-valoriali di cui è erede, il Reparto ha cambiato denominazione in 33º Reggimento di supporto tattico e logistico "Ambrosiano", nel corso di una solenne cerimonia avvenuta in data 1º giugno 2022 presso la caserma "Ugo Mara" di Solbiate Olona.

## Organizzazione
L'unità è ora strutturata su:
- Comando di reggimento, 
  - Compagnia comando e supporto logistico
- Battaglione supporto tattico e logistico
  - Compagnia trasporti,
  - Compagnia commissariato,
  - 3ª Compagnia bersaglieri "Celere",
  - Compagnia supporto allo schieramento.

L'8 aprile 2014 a Solbiate Olona si è svolta la cerimonia di attribuzione onorifica del nome "Celere" alla 3ª Compagnia bersaglieri (già Compagnia sicurezza) del Reggimento di supporto tattico e logistico, con la consegna della "Pergamena e del Labaro", con la quale la compagnia ha ereditato le tradizioni delle compagnie bersaglieri della 3ª Divisione Celere "Principe Amedeo Duca d'Aosta".

## Stemma
Scudo: partito. Il primo d'argento con croce di rosso, il secondo d'azzurro
Corona turrita.
Ornamenti: lista bifida d'oro, svolazzante, collocata sotto la punta dello scudo, incurvata con la concavità rivolta verso l'alto, riportante il motto : Ovunque presenti.